# منطقه سونگجیانگ
منطقه سونگجیانگ (به چینی: 松江区، به پین‌یین: Sōngjiāng Qū، تلفظ شانگهایی: Son-kaon Chiu) یک منطقهٔ شهرداری تابع شهر شانگهای، پرجمعیت‌ترین شهر جمهوری خلق چین است.
این منطقه در گذشته شهری جدا و در مجاورت شانگهای، اما در دهه‌های اخیر، با گسترش شانگهای، این منطقه در شهر شانگهای ادغام شده است.
در سال ۱۹۹۸ میلادی، «شهرستان سونگجیانگ» به «منطقهٔ سونگجیانگ» ارتقاء یافت.